# 이재준 (기업인)
이재준(李載濬, 1917년 7월 30일~1995년 11월 29일)은 일제강점기와 대한민국의 기업인이며 DL그룹의 전신인 부림상회의 창업주이자 초대 회장이었다. 기업인 이준용, 이부용의 아버지이다. 본관은 전주이며, 호는 수암(修巖)이다.

## 상훈
- 1976년 금탑산업훈장
- 1981년 국민훈장 동백장

## 가족 관계
- 아버지: 이규응(李奎應)
- 어머니: 양남옥(梁南玉)
  - 형: 이재형(李載灐, 1914년 11월 7일~1992년 1월 30일), 국회의장
  - 남동생: 이재원(李載源)
  - 남동생: 이재우(李載釪), 대림통상 사장
  - 남동생: 이재연(李載淵, 1931년~), LG신용카드 부회장
- 부인: 박영복(1921년 1월 7일~2014년 4월)
  - 아들: 이준용(李埈鎔, 1938년 7월 9일~)
  - 아들: 이부용(李富鎔, 1944년 4월~2018년 1월 5일)
  - 며느리: 한경진(1940년]] 5월 27일~2014년 12월 5일)
  - 며느리: 이선희(1948년 2월~)
    - 손녀: 이진숙(1966년 8월 12일~)
    - 손자: 이해욱(1968년 2월 14일~, 대림산업 전무와 부회장 등 역임)
    - 손자며느리: 김선혜, LG그룹 창업주 구자경의 외손녀
    - 손자: 이해승(李海承, 1969년 5월 29일~)
    - 손자며느리: 김경애
    - 손자: 이해창(1971년 1월 7일~)
    - 손자며느리: 최영윤, 삼환기업 회장 최용권의 딸
    - 손녀: 이진수(1972년 3월 29일~)
    - 손자: 이해영(1971년 6월~)
    - 손자며느리: 권은희
    - 손자: 이해성(1973년 2월~)
    - 손자며느리: 정희경
    - 손자: 이해서(1974년 3월~)
    - 손자며느리: 방지원
- 사돈: 이종수, 서울주철 회장

## 같이 보기
- DL그룹
- 이준용